# یانیس کوروس
یانیس کوروس (یونانی: Γιάννης Κούρος؛ زادهٔ ۱۳ فوریهٔ ۱۹۵۶) دونده دو استفامت اهل یونان بود. وی در مسابقات زیادی از دو اولترا ماراتن به قهرمانی دست یافته است.